# Вендаш-Новаш (фрегезия)
Вендаш-Новаш (порт.  Vendas Novas) — фрегезия (район) в муниципалитете Вендаш-Новаш округа Эвора в Португалии. Территория — 152,87км². Население — 10 852 жителей. Плотность населения — 71,0,0 чел/км².